# 柯蒂斯山
(77°6′S 162°27′E / 77.100°S 162.450°E
柯蒂斯山（英語：Mount Curtiss），是南極洲的山峰，位於維多利亞地的斯科特海岸，屬於岡維爾與凱斯山脈的一部分，海拔高度超過1,300米，現時由南極條約體系管理。